# Nokia N81
El Nokia N81 es un teléfono de tipo teléfono inteligente fabricado por Nokia y lanzado al mercado el 29 de agosto de 2007. Utiliza la interfaz de usuario S60 tercera edición sobre un sistema operativo Symbian OS.
Posteriormente se lanzó el modelo N81 8GB, el cual posee 8 Gb de memoria interna sin posibilidad de expansión, haciéndolo un competidor del Iphone enfocado a los clientes que desean las características del Iphone pero a un bajo precio.